# Тернопільська спеціалізована школа № 5
Тернопільська спеціалізована школа І-ІІІ ступенів № 5 з поглибленим вивченням іноземних мов  — середній освітній комунальний навчальний заклад Тернопільської міської ради в м. Тернополі Тернопільської області. 

## Історія
Споруда будувалася у 1857—1881 роках як лікарня для душевнохворих, але розмістилася в ньому жіноча виділова школа святої Ядвіги. Засновником школи була міська рада. В 1867/1968 роках вона реорганізована в 4-класну головну жіночу школу, з 1871 — 5-класна.
Будівля, в якій нині знаходиться школа є пам'яткою архітектури місцевого значення, охоронний номер 2003.

## Пам'ятні дошки
На фасаді (справа) є пам'ятна таблиця з написом: «В цьому будинку в 1930—1937 р навчався герой національно-визвольних змагань Холмщини майор УПА „Ягода“, „Черник“ Мар'ян Лукасевич *15 06 1922 †17 09 1945».

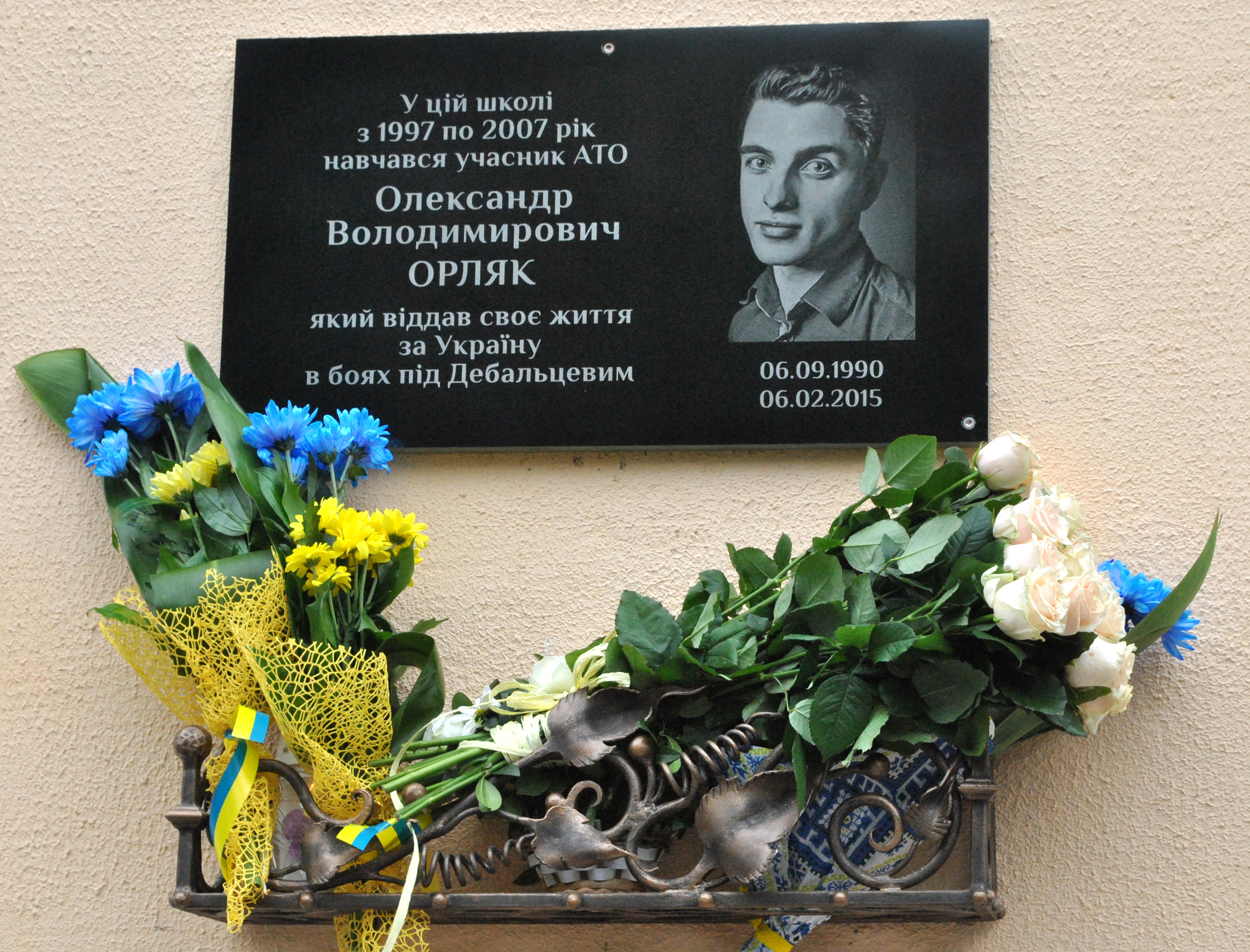
Пам'ятна дошка Олександрові Орляку

28 травня 2015 року на фасаді школи відкрили пам'ятну дошку Олександрові Орляку.

## Сучасність
У школі викладають такі іноземні мови: англійська, німецька, польська.
У 2020 році біля Тернопільської ЗОШ №5 почали переоблаштування приміщення швейної фабрики. Через необережність забудовника впала частина стелі у школі. 

## Керівництво
- Оксана Іванівна Погоріла — директор

## Відомі випускники
- Олександр Орляк (1990—2015) — український військовик, учасник російсько-української війни 2014—2017.